# 니우마르
니우마르 오노라투 다 시우바(포르투갈어: Nilmar Honorato da Silva, 1984년 7월 14일 ~ )는 흔히 니우마르(Nilmar)라는 이름으로 알려져 있는 브라질의 전 축구 선수로, 포지션은 스트라이커이다.

## 클럽 경력

### SC 인테르나시오나우
니우마르는 SC 인테르나시오나우의 유스팀을 거쳐 2002년 성인팀에 데뷔했다.

### 올랭피크 리옹
니우마르는 2004년 여름 지오바니 에우베르의 대체자를 찾고 있던 올랭피크 리옹과 계약했다. 니우마르는 스타드 렌 FC와의 데뷔 경기에서 교체 출장해 2골을 넣는 강렬한 인상을 주었지만 더 이상 골을 넣지 못한 채 시즌을 마감했다.

### SC 코린치안스 파울리스타
올랭피크 리옹은 다른 브라질 공격수 프레드와 계약했고 니우마르를 내보내기로 선택했다. 그리고 니우마르는 SC 코린치안스 파울리스타로 임대를 갔다.
니우마르는 코린치안스에서 매우 인상깊은 활약을 보여주었다. 그는 그의 기술, 속도와 놀라운 드리블 솜씨로 인해 브라질 리그 올스타팀에 뽑히든 등의 활약을 보여주었다.

### SC 인테르나시오나우로 복귀
2007년 8월 17일 고용 법정(Justiça do Trabalho)은 코린치안스가 그에게 200만 유로를 빚졌기 때문에 니우마르의 계약을 취소했다. 니우마르는 곧 자유 이적 상태가 되었고, 브라질과 기타 유럽의 유명한 구단들의 관심을 뿌리치고 SC 인테르나시오나우에 입단했다.
2008년 1월 두바이컵 결승전에서 그는 인테르나치오날레 전에서 강렬한 골을 넣었다. 2008년 여름 US 팔레르모가 1500만 유로(한화 약 220억)에 달하는 이적 제의를 했으나 성사되지 않았다.

### 비야레알 CF
비야레알 CF의 회장 페르난도 로이그는 2009년 7월 25일 니우마르의 입단을 공식 확정했다.
그는 데뷔전인 CA 오사수나전에서 90분을 뛰며 활약했다. 2009년 9월 17일 UEFA 유로파리그 조별 예선 경기인 PFC 레프스키 소피아전에서 결승골을 넣었다. 2011년 3월 10일 16강전 1차전인 바이어 04 레버쿠젠전에서 2골을 넣으며 팀의 3:2 승리를 견인했다.

## 국가대표팀 경력
니우마르는 2003년 7월 13일 2003년 골드컵에 출전해 멕시코전에서 데뷔했다. 데뷔골은 2004년 8월 18일 아이티전에서 넣었다.
니우마르는 2010년 FIFA 월드컵에도 후보 선수로 출전했다.